# Daniel K. Ludwig
Daniel K. Ludwig, född 24 juni 1897 i South Haven i Michigan, död 27 augusti 1992 i New York, var en amerikansk entreprenör inom bland annat transportnäringen och miljardär.
Efter att ha hoppat av skolan började Daniel K. Ludwig arbeta med båtar, bland annat som maskinist. Vid 19 års ålder började han skeppa melass på de Stora sjöarna. Sedermera ägde Ludwig ett 60-tal fartyg och hade intressen i ett antal andra branscher. 
1971 grundade Ludwig Ludwig Institute for Cancer Research, som idag bekostar cancerforskning på nio olika platser runt världen. Bland dessa märks Stockholm och Uppsala.